# George Sauma
George Feris Sauma Neto (Rio de Janeiro, 24 de agosto de 1989) é um ator, músico e dançarino de sapateado brasileiro.

## Carreira
Ele estreou na televisão em 1998, na série Mulher, que permaneceu no ar até dezembro de 1999. Fez parte do especial de ano novo Toma Lá Dá Cá que se tornou programa fixo em 2007 na grade da Rede Globo de Televisão até 2009, interpretando o personagem Antônio Carlos "Tatalo" Dassoin, filho de Mário Jorge (Miguel Falabella) e Rita (Marisa Orth). Em setembro de 2012, estreou sua primeira novela, Lado a Lado, também na Rede Globo. Protagonizou a série Meu Amigo Encosto do canal pago Viva. A partir de 2015 entrou no elenco do humorístico Zorra, no qual permaneceu até 2020 e também atuou na série Mister Brau até 2018. Em 2017, grava o longa B.O. ao lado de ex-alunos do Tablado. Em 2018, estreou no filme A Dupla de Marcos Baldini. Também em 2018 e 2019, participou dos humorísticos Tá no Ar: a TV na TV, Escolinha do Professor Raimundo e Pais de Primeira. Em dezembro de 2021, deixou o elenco de atores fixos da Rede Globo.

## Vida pessoal
Nasceu no Rio de Janeiro em 24 de agosto de 1989, possui descendência irlandesa, libanesa e palestina. Além de ator, é músico, sapateador, já mostrou seu talento em diversos programas televisivos como Domingão do Faustão, Gente Inocente e impressionou o apresentador Jô Soares quando fez uma apresentação em seu programa.  Entrou para o Teatro Tablado em 2003 e a partir de então atuou em diversas peças. Também toca piano desde sua infância.  Foi também líder da banda Choque do Magriça, apelido dado pelo amigo Rafael Queiroga.

## Filmografia

### Televisão
| Ano     | Título                          | Papel                           | Nota                                    |
| ------- | ------------------------------- | ------------------------------- | --------------------------------------- |
| 1998    | Mulher                          | Filho da Drª. Lia               | Episódio: "18 de agosto"                |
| 1999    | O Belo e as Feras               | Filho de Tereza                 | Episódio: "Sermão é Padecer no Paraíso" |
| 2007–09 | Toma Lá, Dá Cá                  | Antônio Carlos Dassoin (Tatalo) |                                         |
| 2010    | Os Gozadores                    | Rafa                            | Episódio: "Socorro"                     |
| 2010    | Open Bar                        | Rafael                          |                                         |
| 2012    | As Brasileiras                  | Feirante                        | Episódio: "A Justiceira de Olinda"      |
| 2012    | Lado a Lado                     | Jonas Amarantes                 |                                         |
| 2014    | A Grande Família                | Paulo "Paulão" Wilson (jovem)   | Episódio: "De Volta para o Passado"     |
| 2014    | Meu Amigo Encosto               | Ivan                            |                                         |
| 2015    | Tim Maia: Vale o que Vier       | Roberto Carlos                  |                                         |
| 2015–18 | Mister Brau                     | Henrique Tolledo de Menezes     |                                         |
| 2015–20 | Zorra                           | Vários personagens              |                                         |
| 2018    | Pais de Primeira                | Pedro Zanini                    |                                         |
| 2019–20 | Escolinha do Professor Raimundo | Capilé Sorriso                  |                                         |
| 2022    | Sob Pressão                     | Helano Moreira (jovem)          | Episódios: "8" e "9"                    |
| 2023    | Sem Filtro                      | Carlos Lopes (CharlesLove)      |                                         |
| 2023    | B.O                             | Paulo Rodrigo                   |                                         |
| 2024    | Suíte Magnólia                  | Jerônimo Souza Pinto            |                                         |
| 2024    | Matches                         | Eduardo (Escovão)               |                                         |
| 2024    | 5x Comédia                      | Pablo Salvador                  | Episódio: "Amor em Tempos de Pets"      |
| 2026    | Dona Beja                       | Januário                        |                                         |

### Cinema
| Ano  | Título                                                          | Papel                    |
| ---- | --------------------------------------------------------------- | ------------------------ |
| 2011 | O Homem do Futuro                                               | Garoto do Terreno Baldio |
| 2013 | Eu Não Faço a Menor Ideia do Que Eu Tô Fazendo Com a Minha Vida | Amigo 2                  |
| 2014 | Vestido pra Casar                                               | Primo Pompilho           |
| 2014 | Tim Maia                                                        | Roberto Carlos           |
| 2015 | Divã a 2                                                        | Guilherme                |
| 2015 | Linda de Morrer                                                 | Leon Terra               |
| 2017 | D.P.A - O Filme                                                 | Pietro Putrefatos        |
| 2018 | Uma Quase Dupla                                                 | Angelo                   |
| 2018 | Rasga Coração                                                   | Lorde                    |
| 2019 | B.O.                                                            | Amaral                   |
| 2019 | Sai de Baixo - O Filme                                          | Dr. Mascarenhas          |
| 2023 | Meu nome é Gal                                                  | Wally Salomão            |
| 2023 | Minha Irmã e Eu                                                 | Confortin                |
| 2024 | Aumenta que é Rock 'n Roll                                      | Samuca                   |

## Teatro
| Ano     | Título                            | Papel                             |
| ------- | --------------------------------- | --------------------------------- |
| 2006    | O Passarinho e a Borboleta        | Sapateador                        |
| 2006    | O Rapto das Cebolinhas            | Maneco                            |
| 2007    | O Dragão Verde                    | D. Calixto, duque de Las Malvinas |
| 2007    | Auto da Compadecida               | -                                 |
| 2011    | Outside                           | Ziggy Spaceboy                    |
| 2011    | Patinho Feio                      | Patinho Feio                      |
| 2012    | A Menina e o Vento                | Comissário Plácido Epaminondas    |
| 2013    | A Menina Edith e a Velha Sentada  | Sr. Cérebro                       |
| 2013–14 | Sonhos de um Sedutor              | Allan Felix                       |
| 2013–15 | A Importância de Ser Perfeito     | Patrícia                          |
| 2014–16 | Pedro Malazarte e a Arara Gigante | Pedro Malazarte                   |
| 2016    | Não Vamos Pagar!                  | Luís                              |
| 2023    | Alguma Coisa Podre!               | William Shakespeare               |

## Prêmios e Indicações
| Ano  | Prêmio                                     | Categoria                           | Trabalho                          | Resultado |
| ---- | ------------------------------------------ | ----------------------------------- | --------------------------------- | --------- |
| 2014 | Prêmio APTR                                | Melhor Ator Coadjuvante             | A Importância de Ser Perfeito     | Venceu    |
| 2014 | Prêmio Cenym de Teatro                     | Melhor Ator Coadjuvante             | A Importância de Ser Perfeito     | Indicado  |
| 2014 | Prêmio FITA                                | Melhor Ator                         | A Importância de Ser Perfeito     | Indicado  |
| 2015 | Prêmio CBTIJ de Teatro                     | Melhor Ator                         | Pedro Malazarte e a Arara Gigante | Venceu    |
| 2015 | Prêmio Zilka Sallaberry de Teatro Infantil | Melhor Ator                         | Pedro Malazarte e a Arara Gigante | Venceu    |
| 2023 | Prêmio Bibi Ferreira                       | Melhor Ator Coadjuvante em Musicais | Alguma Coisa Podre!               | Venceu    |
| 2023 | Prêmio Destaque Imprensa Digital           | Melhor Ator Coadjuvante             | Alguma Coisa Podre!               | Venceu    |
| 2023 | Prêmio Arcanjo de Cultura                  | Teatro                              | Alguma Coisa Podre!               | Venceu    |
| 2023 | Melhores do Teatro Blog do Arcanjo         | Melhor Ator Coadjuvante em Musical  | Alguma Coisa Podre!               | Venceu    |
| 2023 | Melhores do Teatro Blog do Arcanjo         | Melhor Elenco em Musical            | Alguma Coisa Podre!               | Venceu    |
| 2024 | Prêmio Prio do Humor - SP                  | Melhor Performance                  | Alguma Coisa Podre!               | Pendente  |
| 2024 | Prêmio Grande Otelo                        | Melhor Ator Coadjuvante de Filme    | Aumenta que É Rock 'n Roll        | Indicado  |